# Oijärvi
Oijärvi är en sjö i Finland. Den ligger i kommunen Ijo i landskapet Norra Österbotten, i den centrala delen av landet, 600 km norr om huvudstaden Helsingfors. Oijärvi ligger 89,8 meter över havet. Den är 2,42 meter djup. Arean är 21,05 kvadratkilometer och strandlinjen är 60,26 kilometer lång. Sjön  ingår i Kuivajokis huvudavrinningsområde.   Den sträcker sig 10,2 kilometer i nord-sydlig riktning, och 8,0 kilometer i öst-västlig riktning.
I övrigt finns följande i Oijärvi:
- Pajusaari (en ö)
- Lammassaari (en ö)
- Leväsaari (en ö)
- Heposaari (en ö)
- Lallinsaari (en ö)